# Musée de la Mode et du Textile

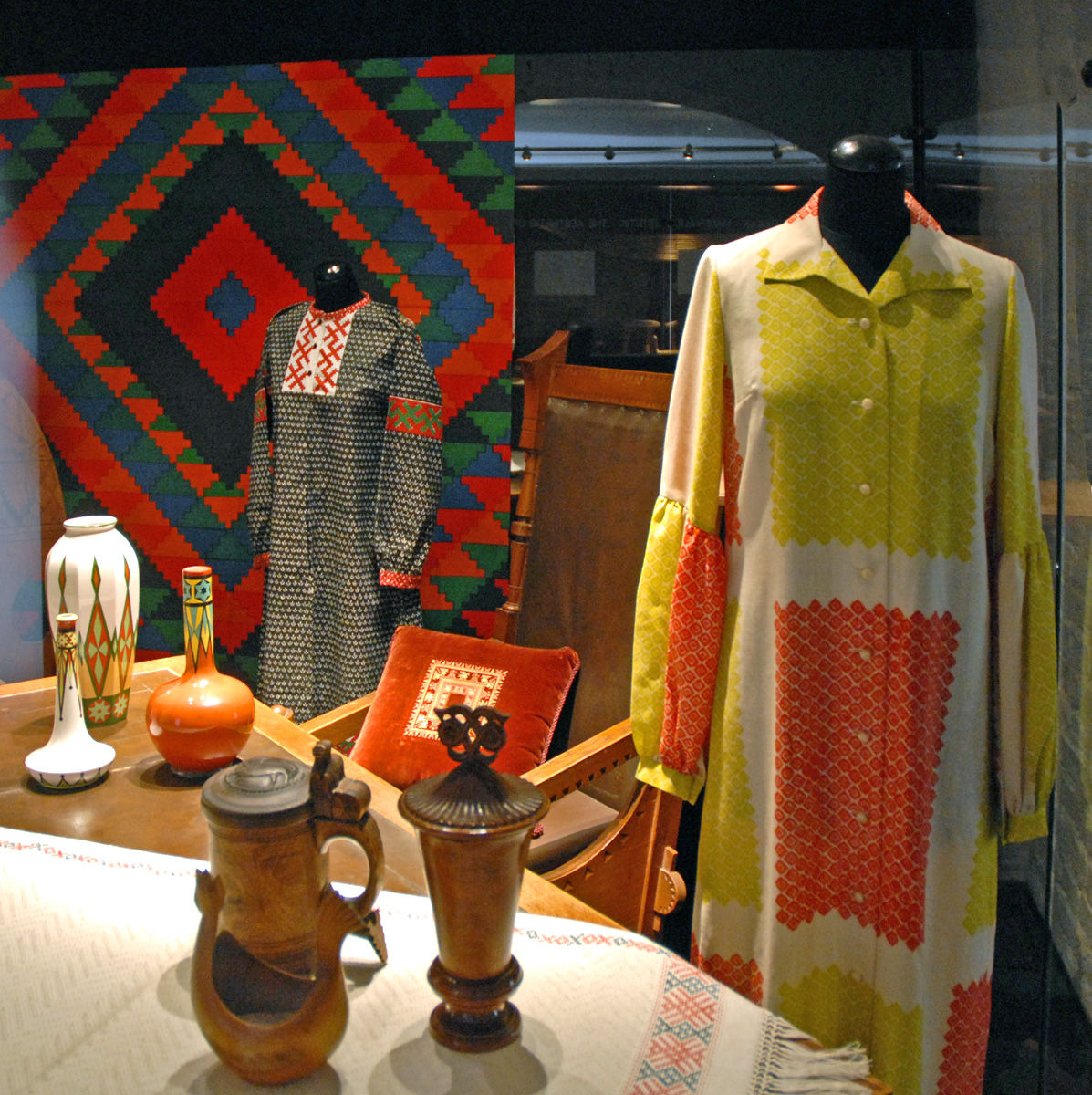
Hiện vật của Musée de la Mode et du Textile

Musée de la Mode et du Textile là một bảo tàng về thời trang và ngành dệt nằm trong Bảo tàng Louvre, Quận 1 thành phố Paris. Musée de la Mode et du Textile thuộc về Les Arts Décoratifs, một bảo tàng cá nhân bất vụ lợi về nghệ thuật trang chí.
Được đặt tại cung điện Louvre từ đầu thập niên 1980, Musée de la Mode et du Textile sở hữu bộ sưu tập khoảng 19 ngàn bộ trang phục từ thế kỷ 17 tới thế kỷ 21, 36 ngàn đồ phụ kiện thời trang và 31 ngàn tấm vải. Bên cạnh bộ sưu tập trưng bày thường xuyên, Musée de la Mode et du Textile cũng tổ chức nhiều triển lãm với tác phẩm của nhiều nhà tạo mẫu nổi tiếng. Năm 2007, bảo tàng đón 421.373 lượt khách thăm.